# Lijst van burgemeesters van Uithuizermeeden
Dit is een lijst van burgemeesters van de voormalige Nederlandse gemeente Uithuizermeeden in de provincie Groningen, die bestond van 1811 tot 1 januari 1979, toen de gemeente werd samengevoegd met Uithuizen tot de gemeente Hefshuizen.
| Ambtsperiode | Naam burgemeester                           | Leven | Partij of stroming | Bijzonderheden                                                                                              |
| ------------ | ------------------------------------------- | ----- | ------------------ | --- |
| 1811 - 1814  | Siert Tammes Huizinga                       |       |                    | maire |
| 1814 - 1821  | Willem Christiaans Smit                     |       |                    | schout |
| 1821 - 1835  | Albert Pieters Bouma                        |       |                    | eerst schout, daarna burgemeester                                                                           |
| 1836 - 1849  | jhr. Theodorus van Swinderen                |       |                    | |
| 1850 - 1855  | Gerardus Bakker                             |       |                    | |
| 1855 - 1861  | mr. François Johan Kappeyne van de Coppello |       |                    | |
| 1861 - 1865  | mr. Johan Lohman Janssonius                 |       |                    | |
| 1865 - 1889  | Hendrik Jonkers (1821-1897)                 |       |                    | was burgemeester van Oldehove                                                                               |
| 1889 - 1895  | Gerardus Bakker                             |       |                    | tevens burgemeester van Uithuizen (1882-1914).                                                              |
| 1896 - 1903  | Jan Berents Westerdijk                      |       | VDB                | was burgemeester van 't Zandt, werd gedeputeerde van de provincie Groningen                                 |
| 1903 - 1906  | mr. Georg August Max Kallenbach             |       |                    | werd burgemeester van Hemelumer Oldephaert en Noordwolde.                                                   |
| 1906 - 1915  | Pieter Venhuizen                            |       |                    | eerder burgemeester van 't Zandt, ovl. 4 juni 1915                                                          |
| 1915 - 1919  | Willem Petrus Jacobus Duval Slothouwer      |       | CHU                | werd burgemeester van Boskoop.                                                                              |
| 1919 - 1931  | Tjeerd Krol                                 |       |                    | was gemeentesecretaris van Uithuizermeeden, werd gedeputeerde van de provincie Groningen en Tweede Kamerlid |
| 1931 - 1942  | Derk Brons                                  |       |                    | was burgemeester van Opperdoes                                                                              |
| 1942 - 1942  | Sielinga                                    |       |                    | |
| 1943 - 1945  | H. Homan                                    |       |                    | |
| 1945 - 1946  | Derk Brons                                  |       |                    | ovl. 4 juni 1946                                                                                            |
| 1946 - 1946  | R.E. Siemens                                |       |                    | zo'n negen maanden waarnemend burgemeester                                                                  |
| 1946 - 1957  | Barend Hendrik Koomans                      |       | ARP                | werd burgemeester van Rijnsburg                                                                             |
| 1957 - 1975  | Arend Drost                                 |       | ARP                | |
| 1974 - 1979  | Jacobus van Veen                            |       | VVD                | waarnemend burgemeester                                                                                     |